# 玛莎拉蒂Ghibli (M157)
玛莎拉蒂Ghibli（Maserati Ghibli）是玛莎拉蒂2013年开始生产的一款行政车，2013年上海车展上首次面世。这是玛莎拉蒂1994年玛莎拉蒂Biturbo停产后重新生产的一款中型豪华汽车。它和第六代玛莎拉蒂总裁的结构一样，但轴距短200 mm（7.9英寸），车身短290 mm（11.4英寸）。

## 安全
它在2013年通过Euro NCAP安全测试，获得五星评价。

## 营销
| 年份 | 欧洲销量 |
| ---- | -------- |
| 2013 | 339      |
| 2014 | 4,238    |
| 2015 | 4,644    |
| 2016 | 4,124    |
| 2017 | 2,981    |
| 2018 | 2,534    |
| 2019 | 1,723    |
| 总数 | 20,583   |

2020年1月24日，游戏《和平精英》推出粉色、蓝色、金色三种玛莎拉蒂Ghibli轿车皮肤，虽然6元可抽一次，但大部分玩家需要花费三千元左右才能取得皮肤。但这也被视为玛莎拉蒂的一个成功营销案例。